# 窮鼠の契り-偽りのΩ-
『窮鼠の契り-偽りのΩ-』（きゅうそのちぎり いつわりのおめが）は、白石ユキによる日本の漫画作品。『Sho-Comi』（小学館）にて、2020年6号より連載中。同誌2020年21号の付録でドラマCD化された。同誌2022年3・4合併号より休載している。

## あらすじ
人身売買場で売られそうになっていた主人公・彩葉だが、八雲に助けられる。そして八雲は、彩葉を花嫁にすると言い出したのだった。

## 登場人物
声の項は『Sho-Comi』付録のドラマCD。
彩葉（いろは）
本作の主人公。ヒト型の鼠の女の子。
八雲（やくも）
声 - 北村諒
ケモノ型の狐。貴族獣人。宿屋・狐牢館のオーナー。
戒李（かいり）
狐牢館のコック。
右月（うづき）
謎の男。

## 書誌情報
- 白石ユキ『窮鼠の契り-偽りのΩ-』小学館〈少コミフラワーコミックス〉、既刊6巻（2021年12月24日現在） 
  1. 2020年9月25日発売[3][4]、ISBN 978-4-09-871138-3
  2. 2020年9月25日発売[5][4]、ISBN 978-4-09-871139-0
  3. 2021年2月25日発売[6]、ISBN 978-4-09-871224-3
  4. 2021年5月26日発売[7]、ISBN 978-4-09-871333-2
  5. 2021年9月24日発売[8]、ISBN 978-4-09-871452-0
  6. 2021年12月24日発売[9]、ISBN 978-4-09-871545-9